# 플래시 픽션
플래시 픽션(flash fiction)은 극히 분량이 짧은 단편소설을 지칭한다. 쇼트 쇼트 스토리(short short story)라고도 한다. SF 잡지에 실리는 4 ~ 5쪽 정도의 작품이나 최근까지 별다른 주목을 받지 못하였다. 약 300 ~ 1000 단어를 사용해 만들어진다

## 같이 보기
- 우화
- 비화
- 산문시
- 단편 소설